# كنكوصة
كَنْكُوصَة بلدة موريتانية وإحدى بلديات ولاية العصابة.